# 江西阳明山国家森林公园
江西阳明山国家森林公园是位於中華人民共和國江西省贛州市崇义县的國家森林公園，位於湘、粤、赣三省交界处。古称观音山，后为了纪念王阳明在崇义县平叛立县，更名为阳岭，2017年1月，经国家林业局批准正式更名为江西阳明山国家森林公园。